# Сальвадор Санчес
Сальвадор Санчес (ісп. Salvador Sanchez; 26 січня 1959, Сантьяго-Тьянгістенко, Мехіко — 12 серпня 1982, Керетаро) — мексиканський боксер-професіонал, який виступав у напівлегкій ваговій категорії. Чемпіон світу у напівлегкій (версія WBC, 1980—1982) ваговій категорії. Один з найкращих мексиканських боксерів в історії. Член Міжнародного залу боксерської слави в Канастоті.

## Життєпис
Народився 26 січня 1959 року у місті Сантьяго-Тьянгістенко, штат Мехіко, в родині Феліпе Санчеса і Марії Луїси Нарваес, де окрім нього було що ще троє синів і дві доньки.
Тренування почав у 13-річному віці. Дебютував у травні 1975 року.
У лютому 1980 року Санчес зустрівся з власником титула WBC у напівлегкій вазі, американцем Денні Лопесом. Санчес переміг технічним нокаутом в 13-му раунді.
У квітні 1980 року Санчес проводив перший захист титула проти американця Рубена Кастільйо і переміг одностайним рішенням судей за результатами 15-ти раундів.
У червні 1980 року Санчес в реванші зустрівся з колишнім чемпіоном світу Денні Лопесом і переміг технічним нокаутом в 14-му раунді.
У вересні 1980 року Санчес проводив третій захист титула проти гаянця Патріка Форда і переміг рішенням більшості судей за результатами 15-ти раундів.
У грудні 1980 року Санчес зустрівся з пуерториканцем Хуаном Лапорте і переміг одностайним рішенням судей за результатами 15-ти раундів.
У березні 1981 року Санчес проводив п'ятий захист титула проти іспанця Роберто Кастанона і переміг технічним нокаутом у 10-му раунді.
У липні 1981 року Санчес провів нетитульний бій проти американця Ніккі Переса і переміг по очках за результатами 10-ти раундів.
У серпні 1981 року Санчес проводив шостий захист титула, зустрівшись з легендарним пуерториканським чемпіоном Вілфредо Гомесом. Перед боєм Гомес був фаворитом з розрахунку 2:1, а його послужний список складався з 32-х перемог (всі 32 нокаутом) та однієї ничиєї. Санчес переміг технічним нокаутом у 8-му раунді.
У грудні 1981 року Санчес зустрівся з британцем Патріком Кауделлом. Наприкінці 15-го раунду Санчес ударом правої відправив британця в нокадун, однак той зумів піднятися та продовжити поєдинок. За результатами 15-ти раундів розділеним рішенням судей перемогу одержав Санчес.
У травні 1982 року Санчес проводив восьмий захист титула проти мексиканця Роккі Гарсії і переміг одностайним рішенням судей за результатами 15-ти раундів.
У липні 1982 року Санчес зустрівся з чемпіоном з Гани Азумой Нельсоном і переміг технічним нокаутом у 15-му раунді.
Сальвадор Санчес загинув 12 серпня 1982 року у ДТП в штаті Керетаро в 23-річному віці, коли його Porsche 928 зіткнувся з вантажівкою. У нього залишилися дружина Марія Тереза Гвадаррама та двоє синів — Крістіан Сальвадор та Омар. Похований у Сантьяго-Тьянгістенко.
1981 року американський журнал «Ринг» назвав Санчеса «Бійцем року» разом з Шугаром Реєм Леонардом.
1991 року Санчеса було включено до Міжнародного залу боксерської слави в Канастоті.
1999 року The Associated Press назвав Санчеса 3-м великим боксером у напівлегкій вазі 20-го століття.
Племінник Санчеса, Сальвадор Санчес-другий (нар. 1985), також став професійним боксером.